# Matinee Ltd. International 1993
Die Matinee Ltd. International 1993 waren ein Tennisturnier der WTA Tour 1993 für Damen in Toronto sowie ein Tennisturnier der ATP Tour 1993 für Herren in Montreal.

## Herren
→ Hauptartikel: Matinee Ltd. International 1993/Herren

## Damen
→ Hauptartikel: Matinee Ltd. International 1993/Damen